# شركة فرعون القابضة

شعار الشركة

شركة فرعون القابضة، شركة متعددة النشاطات تعتبر من أكبر الشركات اللبنانية. تملك المجموعة, التي يرجع بداية نشاطها إلى سنة 1868، كليا أو جزئيا عدة فروع نشطة في ميادين مختلفة: الأسمدة، التأمين، البناء والأشغال العامة، بيع التجهيزات المنزلية، الصيدليات، الشحن البحري، الغازات الصناعية... لها حضور في فرنسا، رومانيا، الإمارات العربية المتحدة. رئيس مجلس إداراتها هو الوزير والنائب ميشال فرعون الذي تسيطر عائلته على رأس مال المجموعة. لا تصرح الشركة ببياناتها المالية.

## وصلات خارجية
- شركة فرعون القابضة